# Kalākua Kaheiheimālie
Titre
Reine consort d'Hawaï
1er janvier 1810 – 8 mai 1819
(9 ans, 4 mois et 7 jours)
Miriam Kalākua Kaheiheimālie, née vers 1778 à Hana, sur l'île de Maui (Hawaï), et morte le 16 janvier 1842 à Lahaina, sur l'île de Maui dans le royaume d'Hawaï, est un membre de la famille royale hawaïenne et une reine consort de Hawaï en tant que femme du roi Kamehameha Ier. Elle est aussi mère d'une autre reine consort, Kekāuluohi, et grand-mère des rois Kamehameha IV, Kamehameha V et Lunalilo.

## Biographie

### Famille
Kalākua Kaheiheimālie est née en 1778 dans une famille noble de Maui. Son père était Keeaumoku Pāpaiahiahi, un noble de l'île d'Hawaï. Sa mère était Nāmāhānaʻi Kaleleokalani, l'ancienne épouse de son demi-frère le roi de Maui, Kamehameha Nui. De sa mère, elle était membre de la maison royale de Maui.
Ses frères et sœurs comprenaient le gouverneur de l'île d'Hawaï, John Adams Kuakini, la future reine Kaʻahumanu, le gouverneur de Maui George Cox Kahekili Keʻeaumoku II et la future reine Namahana Piʻia. Son père est devenu un conseiller et un ami de Kamehameha, alors roi d'Owyhee et futur roi d'Hawaï, devenant finalement gouverneur royal de Maui. Il s'est arrangé pour que sa fille aînée, Kaʻahumanu, sœur de Kalākua, épouse le roi quand le jour de ses treize ans.

### Mariages et descendance
Tout d'abord, Kalākua est mariée au prince Kalaʻimamahu, frère de Kamehameha. De cette union naquit une fille, Kekāuluohi. Le mariage est rompu en 1795 et la même année elle épouse son beau-frère le roi Kamehameha (déjà marié à sa sœur Kaʻahumanu) lors d'une cérémonie connue sous le nom de Hoao-Wohi.
Kalākua faisait partie de la cour de Kamehameha qui rencontra George Vancouver pendant son expédition en 1794 et a accepté le premier traité avec la Grande-Bretagne.
De son mariage avec Kamehameha, Kalākua a quatre enfants dont deux seulement survivent : Kamāmalu (1802-1824) qui a épousé son demi-frère le futur Kamehameha II, et Kinau (1805-1839) qui exerce la fonction de Kuhina Nui (en) (Premier ministre) sous le règne de son demi-frère Kamehameha III.
Par ses filles, Kekāuluohi et Kinau, elle est la grand-mère de trois rois successifs : Kamehameha IV, Kamehameha V et Lunalilo.

### Fin de vie
Après la mort de son époux en 1819, elle se convertit au christianisme avec sa fille aînée et prend le nom de Miriam. Elle a ensuite servi comme gouverneur de Maui après la mort de son mari et a été membre fondateur de la Chambre des nobles en 1841. Elle est morte à Maui, le 16 janvier 1842 et inhumée dans le Mausolée royal d'Hawaï.